# Steinbach, Rhein-Hunsrück
Steinbach là một đô thị thuộc huyện Rhein-Hunsrück bang Rheinland-Pfalz, phía tây nước Đức. Đô thị Steinbach, Rhein-Hunsrück có diện tích 2,6 km², dân số thời điểm ngày 31 tháng 12 năm 2006 là 115 người.